# The It Girl
The It Girl é uma série de livros criada por Cecily von Ziegesar. A série foi escrita a partir de uma ideia original de Cecily. É classificada como literatura para jovens adultos e é um spin-off do best seller Gossip Girl.
Jenny Humphrey é o personagem principal dessa série. Ela estudava na Constance Billard School for Girls, uma escola particular em Nova York, porém após aprontar poucas e boas ela é considerada perigosa, e conseqüentemente é enviada para a Waverly Academy. Waverly Academy é um internato privado, Jenny tem como missão de se tornar a próxima [It Girl] da escola, sendo por esse motivo o título da série.
Como em Gossip Girl, a narrativa é interrompida por alguns personagens. Nessa série os personagens usam e-mails e mensagens instantâneas para fofocar e espalhar boatos sobre os personagens principais, Jenny, Tinsley, Callie e Brett.

## Livros
Composta por dez livros, a série gira em torno de Jenny Humphrey. A personagem está saindo da Constance Billard pra entrar na Waverly Academy, um internato de elite onde adolescentes ricos e glamorosos não entram nas regras. No Brasil, a publicação está no nono romance.
- 1. The It Girl (Garota Problema)
- 2. Notorious (Uma Garota Entre Nós)
- 3. Reckless (Garota Sem Limites)
- 4. Unforgettable (Garota Inesquecível)
- 5. Lucky (Garota de Sorte)
- 6. Tempted (Garota em Tentação)
- 7. Infamous (Garotas em Festa)
- 8. Adored (Garotas, Segredos e Surpresas)
- 9. Devious (Garota em Foco)
- 10. Classic

## Personagens principais

### Jennifer "Jenny" Humphrey
A protagonista de “The It Girl”, Jenny Humphrey chega a Waverly Academy após ser expulsa da Constance Billard School for Girls, como é visto em Gossip Girl. Jenny está se concentrando em reinventar-se, se transformando em a “Nova Jenny” para impressionar os alunos de sua escola. É descrita como baixinha, cabelos longos, encaracolados e castanhos, olhos castanhos e seios fartos. Jenny tem uma aparência de inocente. Na escola começam a surgir vários boatos sobre a garota nova, inclusive que Jenny era uma stripper. Jenny fica excitada ao saber que ficará no quarto de Callie Vernon e Brett Messerschmidt, as duas garotas mais populares da Waverly.
Jenny tem muitos interesses amorosos durante a série, tendo tido relacionamentos no decorrer da série. Principalemnte com Easy Walsh, Julian McCafferty e Drew Gately. Em sua primeira noite na Waverly, ela beija Heath Ferro. Outro garoto na série, chamado Brandon Buchanan mas Jenny só o vê como amigo. Os relacionamentos de Jenny sempre causam conflito com alguma garota popular da Warvely, com Easy ela perde a amizade de Callie, com Julian ela entra em guerra com Tinsley Carmichael. Esta última tem uma implicância com Jenny desde que ela retorna a Warvely, isso porque Jenny de certa forma, rouba o lugar que lhe era tido.
Como em Gossip Girl, Jenny ama pintar, e na Waverly ela entra nas aulas de artes e tem seu próprio portfolio. Ela também descobre um dom natural para jogar Hockey. Seu círculo de amigos próximos incluem Brett Messerchmidt,Kara Whalen,Alison Quentin e ocasionalmente, Brandon Buchanan.

### Callie Vernon
Com um cabelo loiro morango e lindos olhos. Callie é filha da governadora da Georgia. No começo da série ela é melhor amiga de Brett e Tinsley, e as três são as garotas mais populares da Waverly. As três são encontradas usando ecstasy no primeiro livro – mas somente Tinsley é expulsa. O relacionamento dela com Brett também fica meio estranho, e o seu namoro com Easy acaba.
Callie é extremamente manipuladora. Ela convence Jenny a fingir ser namorada de Easy quando este é encontrado no quarto delas.
Callie já namorou vários garotos, como Ethan Lasser, Brandon Buchanan (que ainda ama a garota) e Easy Walsh – este relacionamento foi de todos o mais sério. Ela também desperta a inveja de várias garotas no campus, mas Callie tende a ser insegura, se acha inferior a Tinsley, a "deusa" de Waverly.

### Brett Lenore Messerschmidt
Inteligente, esperta e esperando entrar na Brown, Brett pertence a elite da Waverly. Ela vem de uma família aristocrática, porem descobre-se posteriormente que eles são novos ricos. Seu cabelo é vermelho bombeiro. Ela ama Dorothy Parker e as vezes faz citações da autora. Brett diz ter perdido a virgindade quando ela e seus pais viajaram para Gstaad, mas a verdade é que ela é virgem.
Brett pertence ao comitê de disciplina, pois possui um currículo escolar incrível. No começo da série ela namorada Jeremiah Mortimer (estudante de ST. Lucius, rival da Waverly) e suas melhor amiga era Callie Vernon, sua segunda melhor amiga, Tinsley Carmichael, foi expulsa da Waverly. Brett tem uma vida amorosa conturbada no decorrer da série, porém seu relacionamento proeminente nos livros acontece com Jeremiah. Na série ela acaba se envolvendo com Eric Dalton – o novo – e jovem – professor da Waverly. O romance acabou quando ela descobriu que ele estava apenas a usando e ela fez com que ele fosse demitido. Depois ela engata um romance com sua colega, Kara Whalen. Recentemente Brett finalmente admitiu que sente algo por Sebastian Valenti, um estudante a quem ela ajudou.

### Tinsley Adea Carmichael
A rainha da Waverly. Tinsley faz um dramático retorno no Segundo livro da série após ser expulse anteriormente por usar ecstasy com Callie e Brett. É revelado que Tinsley foi a única a ser expulsa, porque ela admitiu que usava as drogas. Brett e Callie mentiram sobre isso. Ao voltar ela conta que estava na África, produzindo um documentário com seus pais. É descrita com cabelos longos e pretos, e lindos olhos violeta, ela é considerada a garota mais gostosa da Waverly. Há rumores que ela se envolveu com Easy Walsh, enquanto este ainda namorava Callie e que tem um caso de longa data com Heath Ferro.
Ela fica furiosa por ter uma nova garota, e ainda por cima por essa dormir em sua cama, então ela se une a Callie para infernizar a vida de Jenny. Quando Brett se estranha com Tinsley, esta começa a seduzir Eric Dalton. Fica implícito que ela dormiu com Eric, e também com vários outros caras da escola. Posteriormente Tinsley forma um grupo chamado “Café Society”, convidando as garotas mais quentes da Waverly. Tinsley exclui desse grupo Jenny e Brett.
É revelado no progredir da série que Tinsley é virgem, jogando por terra os rumores que ela dormia com vários caras da escola. Isso é revelado durando o jogo “Eu nunca”. Ela começa a se envolver com Julian McCafferty e é o primeiro cara por quem ela desenvolve sentimentos. Tinsley insiste em manter a relação em segredo, já que ela é uma veterana e ele um secundarista. Quando Tinsley vê  Julian beijando Jenny, na festa da fazenda, ela fica furiosa, pega o zippo de Julian e põe fogo no local. Ela pede a ajuda de Callie para culpar Jenny, porém o esqueiro de Julian é que foi encontrado no local. Ninguém sabe ou desconfia que Tinsley estava envolvida no incêndio.
Tinsley finalmente assume um romance com Julian, e quando descobre que ele não é virgem, começa a suspeitar que ele dormiu com Jenny, e termina com ele.Porém depois descobre que tudo não passou de um mal entendido .No livro mais recente, ela retoma a amizade com Brett,e mostra um determinado afeto por Jenny .

### Heath Ferro
É conhecido como o ponei, pois dizem que todas já sentaram nele. Um dos mais quentes – o mais – garotos da Waverly. Graças as contribuições de seus pais para escola, Heath tem vário benefícios. Ele se excita muito ao conhecer Jenny Humphey, ainda mais com os rumores de que ela era stripper e prostituta. Na primeira noite dela na escola, ele a beija. Nada mais acontece, ele estranha devido aos rumores de que ela é promiscua. Ele fofoca constantemente sobre Jenny.
Heath desenvolve uma atração por Kara ao descobrir que esta compartilha a mesma paixão por quadrinhos que ele. Para o seu desapontamento Kara o abomina, já que este, em anos anteriores, a infernizou e até a apelidou de “baleia”. Tentando se aproximar, ele faz com que Kara e Brett o aceitem no WoW, clube que elas fundaram. Ele ajuda Kara e Brett em sua relação. Quando o segredo é espalhado elas brigam com ele, achando que ele quem espalhou, porem o segredo foi espalhado por Callie.
Tempos depois ele confessa que ele gosta de Kara, e eles começam a namorar, mas como sempre, devido alguns problemas que aconteceram eles terminam, Ela diz que eles não são bons como namorados, e que devem ser apenas amigos. Recentemente Heath admitiu que ainda gosta de Kara.

### Easy Walsh
Garoto Bonito, inteligente e gentíl. Já namorou Callie e Jenny. No primeiro livro foi pego no quarto de Callie Jenny e Brett, porem só jenny estava no quarto, então para Callie não ser expulsa da Waverlly ela pediu para Easy paquerar Jenny. No terceiro livro, Easy namorava Jenny, um dia seu pai lhe convidou para jantar com sua namorada então decidiu levar Callie e não Jenny. Isso acaba sendo revelado por Tinsley.

### Brandon Buchanan
Namorava Callie Vernon, por quem foi muito apaixonado, mas está lhe trocou por Easy Walsh, desde então Brandon odeia Easy por roubar sua namorada. Brandon se torna amigo de Jenny e tem como colega de quarto Heath Ferro.
Ele é muito arrumado, passa cremes e diversas colonias, os outros garotos ficam lhe gozando principalmente Heath Ferro, mais Brandon parece não ligar.

### Jeremiah Mortimer
Namorado de Brett, por quem sempre foi apaixonado, estuda em outra escola, St. Lucius. Ficou muito arrasado quando Brett o trocou por Eric Dalton no primeiro livro, porem no final do segundo livro ele volta com Brett depois e ouvir Jenny falando que Brett o amava, no terceiro livro Brett briga com Jeremiah por ele ter mentido sobre sua virgindade. No quarto livro , a relação com Brett se abala devido á um beijo em Kara ,sua nova amiga .